# 郇越
郇越（前1世纪—1世纪），字臣仲，太原郡（郡治今山西省太原市西南）人，西汉人物。
郇越与郇相为同族兄弟，是汉成帝到王莽时的隐士。举州郡孝廉茂材，多次托病，离职去官。曾经把自己的先人家产四余万分散，分给九族州里，志节非常高尚。通明儒家经典，而行为謹慎，于两汉之际显名一时。